# Shadhiliyya- 'Alawiyya-Isma'iliyya
La tariqah Shadhiliyya- ‘Alawiyya-Isma‘iliyya è una confraternita sufi.
Si riallaccia a una catena iniziatica che discende dal Profeta Maometto e dai suoi Compagni sino ad arrivare ininterrotta ai giorni nostri.
La denominazione della tariqa richiama tre di questi maestri, tutti e tre particolarmente significativi nel definirne le caratteristiche.
- Abu l-Hasan al-Shadhili (1196–1258)
- Aḥmad al-ʿAlawī (1869–1934)
- Isma'il Hedfi Madani (1916–1994)
È particolarmente difficile un conto degli adepti della tariqa a causa della natura riservata del patto iniziatico, ma alcune fonti contano per il ramo ‘Alawiyya sino a due milioni di membri. A questo ramo ha aderito anche il francese René Guénon che ha contribuito alla diffusione del sufismo in Europa.
In Italia esistono due sedi (zawya) indipendenti dell'ordine: una in provincia di Reggio Emilia, istituita nel 1994 dallo Shayk Isma'il Hedfi Madani, l'altra in provincia di Genova istituita dalla casa madre di Tozeur nel 2001. Si stima che gli adepti italiani siano una settantina.
Come in tutte le confraternite sufi regolari, chi aderisce al patto iniziatico deve seguire i riti fondamentali dell'Islam e l'esempio del Profeta Maometto e deve ricercare mediante i riti caratteristici della tariqa il raggiungimento di una realizzazione metafisica.
Indispensabile per fare parte della tariqa è il ricollegamento con un maestro del Tasawwuf facente parte della catena iniziatica o con un suo delegato.
Possono venire ammessi nella tariqa uomini e donne musulmani.
Le pratiche, come tutti i riti delle confraternite iniziatiche, sono riservate agli iniziati e i dettagli delle stesse non vengono resi noti pubblicamente. Si dividono comunque in pratiche collettive e individuali.
Le pratiche individuali prevedono ad esempio la recitazione di un "rosario iniziatico" (wird) e del dhikr. Fra i vari riti collettivi si ricorda l'Imâra che per le sue particolarità può essere definito una "danza sacra".